# Tribolium obliterum
Tribolium obliterum là một loài thực vật có hoa trong họ Hòa thảo. Loài này được (Hemsl.) Renvoize miêu tả khoa học đầu tiên năm 1985.